# カフェインシンターゼ
カフェインシンターゼ(Caffeine synthase、EC 2.1.1.147)は、カフェイン生合成に関わるメチルトランスフェラーゼである。チャノキ、コーヒーノキ、カカオ等で発現する。この酵素は、以下の化学反応を触媒する。
- S-アデノシル-L-メチオニン + テオブロミン{\displaystyle \rightleftharpoons }S-アデノシル-L-ホモシステイン + カフェイン + H+
- S-アデノシル-L-メチオニン + パラキサンチン{\displaystyle \rightleftharpoons }S-アデノシル-L-ホモシステイン + カフェイン + H+
- 7-メチルキサンチン + S-アデノシル-L-メチオニン{\displaystyle \rightleftharpoons }S-アデノシル-L-ホモシステイン + H+ + テオブロミン